# Paul Herrmann (Germanist)

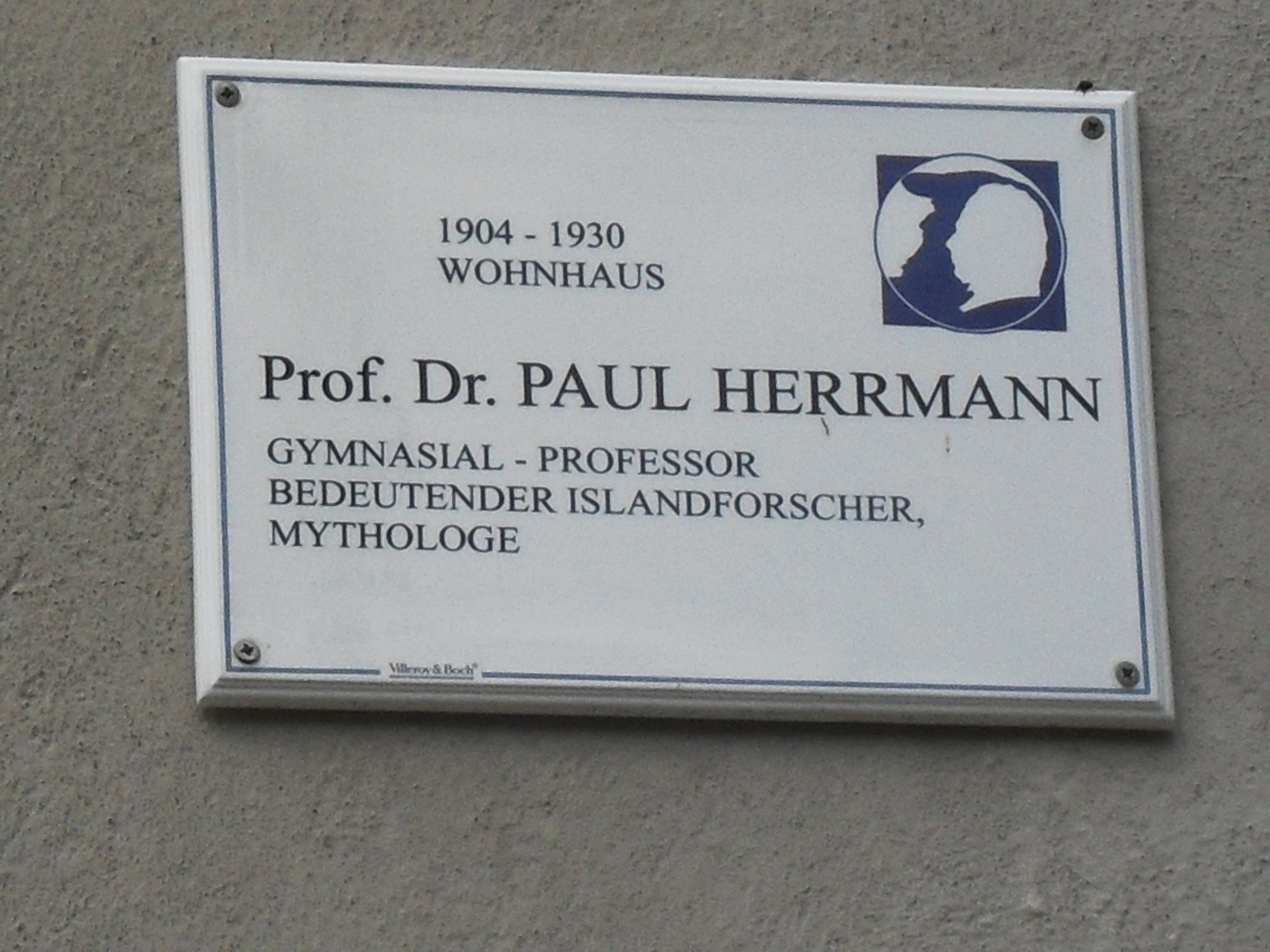
Plakette am ehemaligen Wohnhaus Herrmanns in Torgau

Otto Paul Herrmann (* 10. Dezember 1866 in Burg (bei Magdeburg); † 20. April 1930 in Torgau) war ein deutscher germanistischer und skandinavistischer Mediävist.

## Leben
Paul Herrmann wurde als Sohn des Lehrers Gustav Otto Herrmann geboren. Nach dem örtlichen Schul- und Gymnasiumsbesuch studierte Herrmann in Berlin und Straßburg von 1885 bis 1892 Germanische und Klassische Philologie, Evangelische Theologie und orientalische Philologien. 1888 wurde er in Straßburg bei Ernst Martin mit einer skandinavistischen Arbeit zu Eduard Sievers Eddametrik promoviert und legte 1891 in Straßburg die Lehramtsprüfung für Deutsch, evangelische Religion, Hebräisch bis OI, für Latein bis UII ab. 1891/92 absolvierte Herrmann seinen Militärdienst in Straßburg. Nach einem Seminarjahr 1892/93 in Magdeburg führte er 1893/94 ein Probejahr als Hilfslehrer am Gymnasium in Altenburg durch. Von 1894 bis 1930 war er erst Oberlehrer, dann Studienrat am nach August von Mackensen benannten Gymnasium in Torgau, dem heutigen Johann-Walter-Gymnasium Torgau. Am 17. Oktober 1903 wurde ihm für seine Verdienste der Titel eines Gymnasial-Professors verliehen. Eine Professur für ältere germanische Literatur und Sprache an der Königlichen Akademie zu Posen schlug er im Oktober 1906 aus gesundheitlichen Gründen aus.
Herrmann ist als Übersetzer hervorgetreten, von Saxo Grammaticus Gesta Danorum, von isländischen Sagas in der Sammlung Thule, von Henrik Ibsen, von Indriði Einarsson; das Werk Richard Wagners, skandinavische Literaturen, die germanische und nordische Mythologie und Religion sowie die Sagen- und Volkskunde fanden sein Interesse. In den Jahren 1904, 1908, 1911 und 1914 unternahm er mit Unterstützung des Preußischen Unterrichtsministeriums Forschungsreisen nach Island, die er in Island in Vergangenheit und Gegenwart ausführlich darstellte. Er war Mitbegründer und bis zum Tode Vorsitzender der Vereinigung der Islandfreunde.

## Auszeichnungen und Ehrungen
Paul Herrmann war Träger des Ritterkreuzes des dänischen Danebrogordens (1910) und Träger des Ritterkreuzes des isländischen Falkenordens (1924). 1916 wurde er zum Ehrenmitglied der isländischen Literaturgesellschaft in Reykjavík gewählt.

## Schriften
- Studien über das Stockholmer Homilienbuch; eine Kritik von Sievers Eddametrik (Burg, Druck von A. Hopfer, 1888)
- Deutsche Mythologie in gemeinverständlicher Darstellung (Leipzig, W. Engelmann, 1898, 1900, 2. neubearbeitet Auflage 1906); neu herausgegeben von Thomas Jung: Deutsche Mythologie, Anaconda, Köln 2013, ISBN 978-3-86647-916-6.
- Erläuterungen zu den ersten neun Büchern der dänischen Geschichte des Saxo Grammaticus. Teil 1: Ubersetzung. Teil 2: Kommentar (Die Heldensagen des Saxo Grammaticus) (Leipzig, 1901–1922)
- Nordische Mythologie in gemeinverständlicher Darstellung (Leipzig, W. Engelmann, 1903)
- Island in Vergangenheit und Gegenwart. Reise-Erinnerungen 3 Bände (Leipzig, W. Engelmann, 1907–10)
- Inner- und Nordost-Island. Erinnerungen aus meiner dritten Islandfahrt (Torgau, Torgauer Druck- und Verlagshaus, 1913)
- Die Geschichte von dem starken Grettir, dem Geächteten (Grettis saga Ásmundarsonar) (Jena, E. Diederichs, 1913. Sammlung Thule)
- Island, das Land und das Volk (mit 9 Abbildungen im Text) (Leipzig, B. G. Teubner, 1914)
- Einführung in die deutsche Mythologie auf Höheren Lehranstalten (Berlin, O. Salle, 1919)
- Glaube und Brauch der alten Deutschen im Unterricht auf der Oberstufe höherer Schulen (Berlin, O. Salle, 1919)
- Isländische Heldenromane (Jena, E. Diederichs, 1923. Sammlung Thule)